# Elijah Ateka
Elijah Miinda Ateka (né le 20 août 1972) est un botaniste ghanéen, professeur de virologie végétale à l'Université d'agriculture et de technologie Jomo Kenyatta (en). Il est impliqué dans le diagnostic et la caractérisation du virus de la patate douce (en) et du virus du manioc (en), et fait partie du Cassava Virus Action Project (CVAP).

## Formation
Ateka a fréquenté le lycée Menyenya au Kenya. Ateka a étudié l'agriculture à l'Université de Nairobi et a obtenu son diplôme en 1995. Il y reste pour ses études supérieures, obtenant une maîtrise en pathologie végétale (phytopathologie) en 1999 et un doctorat en virologie moléculaire en 2005. Il a travaillé sous la direction de Rose W. Njeru. Pendant son doctorat, Ateka a travaillé à la Biologische Bundesanstalt für Land- und Forstwirtschaft. Il a travaillé comme chercheur invité à l'Université de Nagoya, ainsi qu'au ministère kenyan de l'agriculture. Ateka a rejoint l'Organisation de recherche sur l'agriculture et l'élevage du Kenya (en), où il a étudié les virus de la patate douce, notamment le virus de la marbrure plumeuse de la patate douce, l'enroulement des feuilles et le virus de la marbrure légère (en).

## Recherche et carrière
Ateka a rejoint l'Université Jomo Kenyatta d'agriculture et de technologie en 2006. Il est impliqué dans le suivi des cultures en Afrique de l'Est, notamment le manioc, la tomate et la patate douce. Le manioc est une plante à racine tubéreuse largement cultivée en Afrique. C'est un aliment de base du monde en développement et la troisième plus grande source de glucides dans les tropiques. Malheureusement, les plants de manioc sont sensibles aux virus circulaires à ADN simple brin transmis par les aleurodes. Ateka a participé à des essais de chimiothérapie et de thermothérapie pour éliminer le virus de la mosaïque du manioc. Il a ouvert une nouvelle installation de diagnostic et une serre en 2017. Ateka était le chef d'équipe de pays pour la subvention de la Fondation Bill & Melinda Gates Diagnostics des maladies du manioc ; l'un des premiers programmes gérés par et pour les populations d'Afrique de l'Est.
Ateka travaille avec Laura Boykin (en) à l'Université d'Australie-Occidentale sur la caractérisation et le diagnostic des virus qui affectent la plante de manioc. Il a été impliqué dans des programmes de formation pour les agriculteurs et les chercheurs africains, dirigeant des cours en collaboration avec l'Université d'agriculture et de technologie Jomo Kenyatta et l'Université d'Eldoret (en). Les programmes ont été soutenus par le Crawford Fund (en) et comprenaient le développement de séquenceurs d'ADN portables (nanopores) pour aider les agriculteurs à diagnostiquer leurs cultures de manière précoce. Au cours du projet, les chercheurs identifient la séquence d'ADN du manioc, un processus qui peut générer jusqu'à 5 Go de données. En 2019, Ateka et Boykin ont lancé le laboratoire virtuel KENET (en), une plate-forme de transfert de données à haut débit pour partager des informations entre le Kenya et l'Australie,. La collaboration a évité aux chercheurs d'avoir à parcourir de longues distances pour échanger des données,. Il développe une nouvelle variété de manioc plus résistante au changement climatique ; y compris la sécheresse, la chaleur et le froid,.
Ateka a travaillé comme conseiller pour les Nations unies.

## Publications
- (en) B. Mware, F. Olubayo, R. Narla, J. Songa, R. Amata, S. Kyamanywa et E.M. Ateka, « First record of spiraling whitefly in coastal Kenya: emergence, host range, distribution and association with cassava brown streak virus disease », International Journal of Agriculture, vol. 12,‎ 2010, p. 411–415. Sur le Virus de la striure brune du manioc.

## Vie privée
Ateka est marié à Azenath N. Ateka, avec qui il a trois enfants.